# دانييل فرنسيس
دانييل فرنسيس (بالإنجليزية: Daniel Francis)‏ هو لاعب كرة قدم أمريكية ولاعب كرة قدم كندية أمريكي، ولد في 9 سبتمبر 1984 في لافاييت في الولايات المتحدة.

## وصلات خارجية
- دانييل فرنسيس على موقع JustSportsStats.com (الإنجليزية)